# Відпадний препод
«Відпадний учитель» (оригінальна назва — викривл. англ. і нім. Fack ju Göhte — «Fuck you, Goethe» («Іди до біса, Ґете») — німецька кінокомедія режисера Бори Дагтекина, яка стала лідером кінопрокату Німеччини в 2013 році. У головних ролях були Еліас М'Барек і Кароліна Герфурт. Прем'єра фільму відбулася 29 жовтня 2013 року в Мюнхені, а в широкий прокат картина вийшла 7 листопада. В англомовних країнах у прокат вийшов із назвою «Suck Me Shakespeer» («Шекспір — відсмокчи»).

## Назва
Оригінальна назва фільму є навмисним помилковим написом фрази Fuck you, Goethe. Це було використано з метою підкреслити малограмотність шкільних учнів, які були героями кінострічки. Дана фраза у вигляді графіті на вагоні з'являється в епізоді, де старшокласники разом із викладачами розмальовують фарбами поїзд. Англомовна назва зберігає цю особливість — прізвище Шекспіра насправді пишеться як Shakespeare, а не Shakespeer.

## Синопсис
Головним героєм фільму є досвідчений грабіжник та шахрай Зекі Мюллер, якому при пограбуванні банку не вдалося втекти від поліції. Відсидівши тринадцять місяців у в'язниці, він пішов до своєї подруги, щоб забрати заховані гроші. Але яке було його здивування, коли на території школи, де було закопано гроші, він побачив будівлю спортзалу, яка зовсім нещодавно почала свою роботу. Після цього Зекі планує влаштуватися до школи охоронцем або прибиральником, щоб прокопати зсередини тунель і дістати гроші. Але для працевлаштування вільною виявилася лише посада вчителя. Тож, підробивши документи, він влаштовується працювати вчителем і йому дістається 10-б — найжахливіший клас у школі. Але Зекі вирішив їх виховати застосовуючи непедагогічні методи. Паралельно з цим він поступово прокопує тунель до захованих грошей. Та невдовзі він розуміє, що готовий пожертвувати усіма цими грошима задля однієї людини — молодої шкільної вчительки Елізабет.

## У ролях

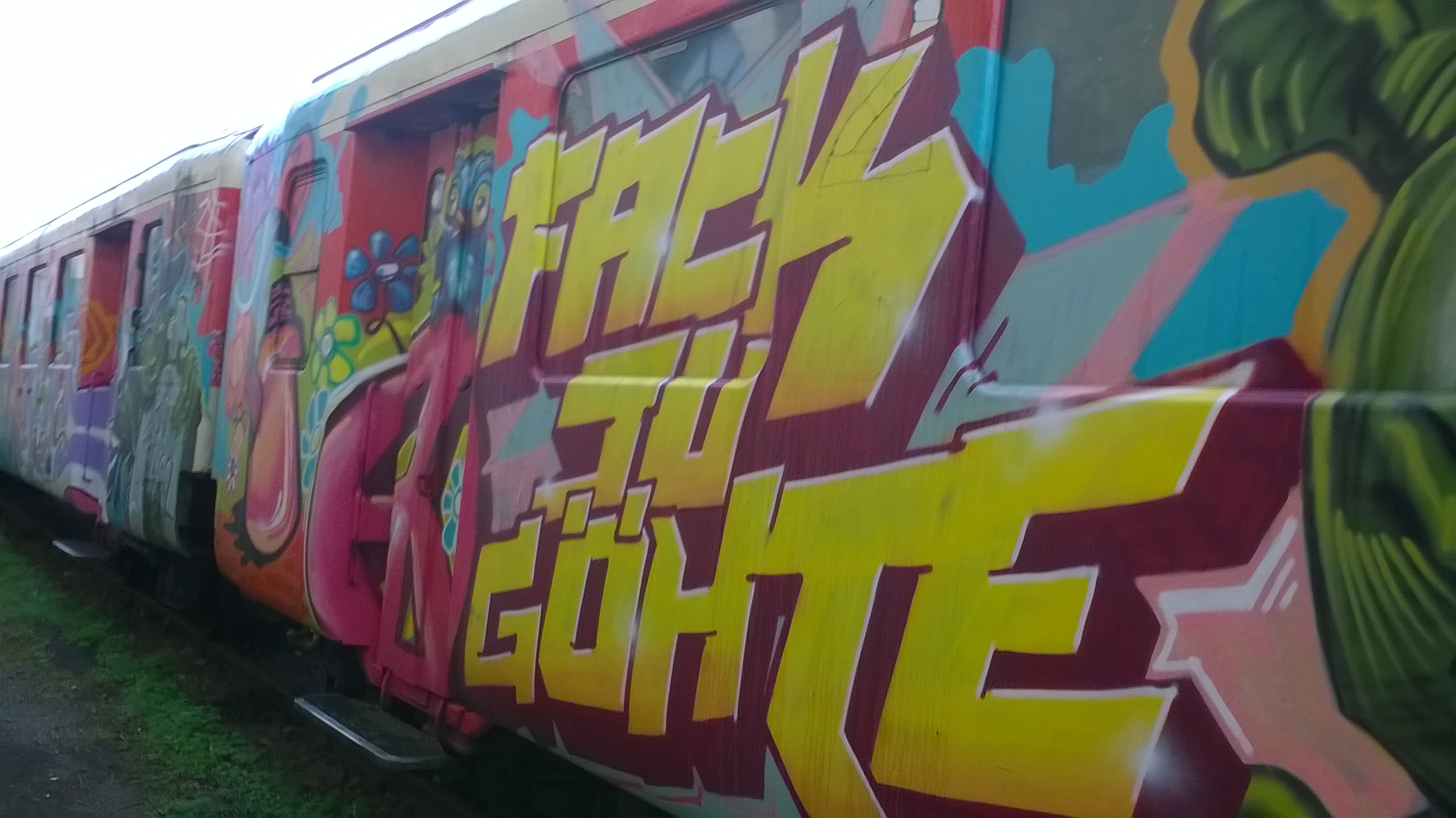
Графіті на поїзді

| Актор               | Роль                    |
| ------------------- | ----------------------- |
| Еліас М'Барек       | Зекі Мюллер             |
| Кароліна Герфурт    | Елізабет Шнабельштедт   |
| Катя Ріманн         | директор Гудрун Герстер |
| Яна Палласке        | Чарлі                   |
| Альвара Гефельс     | Каро Майер              |
| Єлла Гаазе          | Шанталь Акерманн        |
| Макс фон дер Ґробен | Даніель Беккер          |
| Анна Лена Кленке    | Лаура Шнабельштедт      |
| Ґізем Емре          | Зейнеп                  |
| Арам Арамі          | Бурак                   |
| Уші Ґлас            | Інгрід Ляймбах-Кнорр    |
| Фарід Бенг          | Пако                    |
| Маргарита Бройх     | фрау Зібертс            |

## Створення
Головну чоловічу роль у фільмі виконав популярний німецький актор Еліас М'Барек, який вже працював разом із режисером і сценаристом Борою Дагтекіном у серіалах «Школярки», «Doctor's Diary» и «Турецька для початківців», а головна жіноча роль дісталася Кароліні Герфурт. На ролі лідерів класу Даніеля та Шанталь були запрошені Макс фон дер Ґробен та Єлла Гаазе, відзначені рядом німецьких кінопремій для акторів-початківців.
У якості основного майданчика для зйомок слугувала Гімназія ім. Лізи Мейтнер в Унтергахінзі. Також зйомки проводилися в Мюнхені, берлінських районах Курфюрстендамм і Нойкьольн. Зйомки тривали 41 день, починаючи з 28 квітня 2013 року.

## Прокат
Прем'єра стрічки відбулася 29 жовтня 2013 року в мюнхенському кіноцентрі «Mathäser», а датою початку широкого прокату стало 7 листопада. У рамках рекламної кампанії фільму було також організовано тур виконавців головних ролей в 25 містах Німеччини й Австрії.
За час показу в кінотеатрах картину проглянуло понад 7,3 млн. глядачів, що зробило її найбільш відвідуваною кінострічкою 2013 року в Німеччині, а також поставило на четверте місце в списку найуспішніших німецьких фільмів за весь час.

## Нагороди й номінації
- 2014 — премія «Бамбі» в категорії «Народний фільм»
- 2014 — Комедійна премія Німеччини за найкращу кінокомедію
- 2014 — премія «Юпітер» в категоріях «Найкращий німецький фільм» і «Найуспішніший німецький фільм»
- 2014 — приз глядацьких симпатій Баварської кінопремії
- 2014 — платинова премія «Box Office Germany Award»
- 2014 — «Золотий екран» із зіркою
- 2014 — премія Deutscher Filmpreis найбільш відвідуваному фільму року
- 2014 — номінації Deutscher Filmpreis в категоріях «Найкращий сценарій» (Бора Даґтекін) і «Найкраща жіноча роль другого плану» (Єлла Гаазе і Катя Ріманн)
- 2014 — спеціальний приз премії «New Faces Award» для продюсерів Лєни Шеманн та Крістіана Беккера

## Критика
Кінострічка була добре прийнята глядачами: на порталі Internet Movie Database фільм отримав рейтинг 7,1, а на сайті Rotten Tomatoes — 72 %.
Дехто з критиків негативно сприйняли велику кількість типових для молодіжних комедій кліше та жартів, а також слабкий сценарій, але при цьому позитивно оцінили гру акторів.
Журналіст газети «Die Zeit» Моріц фон Ульзар у своїй статті зазначив, що Дагтекін чудово справився з завданням перенести мову німецької молоді на екран, показавши при цьому особливості сленгової лексики й манери мови німецьких підлітків і це привабило велику кількість юних глядачів до кінотеатрів.

## Саундтрек
| Трек-лист : | Трек-лист :                   | Трек-лист :                              | Трек-лист : |
| #           | Назва                         | Виконавець                               | Тривалість  |
| ----------- | ----------------------------- | ---------------------------------------- | ----------- |
| 1.          | «Cheating»                    | John Newman                              | 3:40        |
| 2.          | «Fack Ju Göhte Beat»          | Djorkaeff                                | 1:00        |
| 3.          | «Error»                       | Madeline Juno                            | 3:55        |
| 4.          | «Pumpin Blood»                | Nonono                                   | 3:29        |
| 5.          | «Let Her Go»                  | Passenger                                | 4:10        |
| 6.          | «Hands Around The World»      | Djorkaeff                                | 1:41        |
| 7.          | «Benzin Beat»                 | Djorkaeff                                | 0:57        |
| 8.          | «Move»                        | D/R Period                               | 2:48        |
| 9.          | «Brother»                     | Smashproof                               | 3:50        |
| 10.         | «Ain't No Fun»                | Nitro                                    | 2:48        |
| 11.         | «Hey Now»                     | Martin Solveig & The Cataracs feat. Kyle | 3:07        |
| 12.         | «Everybody Talks»             | Neon Trees                               | 2:57        |
| 13.         | «Das Ist Pimkie!»             | Beckmann                                 | 2:04        |
| 14.         | «Dry My Soul»                 | Amanda Jenssen                           | 3:05        |
| 15.         | «Change Is Gonna Come»        | Olly Murs                                | 3:44        |
| 16.         | «What I Go To School For»     | Busted                                   | 3:28        |
| 17.         | «High Hopes»                  | Kodaline                                 | 3:50        |
| 18.         | «Zeitkapsel»                  | Beckmann                                 | 1:43        |
| 19.         | «Can’t Help»                  | Parachute                                | 3:23        |
| 20.         | «Deep Diving»                 | Thilo Brandt                             | 1:23        |
| 21.         | «Klassenzimmer Beat»          | Djorkaeff                                | 1:17        |
| 22.         | «Laura, Sie Redet Mit Dir!»   | Beckmann                                 | 1:59        |
| 23.         | «Theater Beat»                | Djorkaeff                                | 0:55        |
| 24.         | «Balkan Bachata»              | Clea & Kim                               | 3:15        |
| 25.         | «Touch Me (I Want Your Body)» | Samantha Fox                             | 3:44        |
| 26.         | «Cheating (Remix)»            | John Newman                              | 7:57        |

## Продовження
Наприкінці 2013 року керівництво Constantin Film затвердило, що плануються фільмування продовження «Відпадний учитель 2». У березні 2014 року було оголошено дату початку прокату в Німеччині — 10 вересня 2015 року.
Сиквел посів другу сходинку серед найуспішніших року, поступившись лише американському мультфільму «Посіпаки», показав також другий результат за відвідуваністю впродовж першого тижня прокату серед німецьких кінострічок за увесь час.
Уже в жовтні 2015 року «Відпадний учитель 2» посів перше місце в німецькому кінопрокаті. 2017 року в прокат вийшла третя частина франшизи.